# RU de la Verge
RU de la Verge (RU Virginis) és un estel variable a la constel·lació de la Verge (Virgo). S'hi troba a una incerta distància entre 2.200 i 3.000 anys llum del sistema solar.
RU de la Verge va ser descoberta en 1897 per Arthur J. Roy, astrònom de l'Observatori Dudley, qui va publicar una nota sobre un estel en Virgo que no apareixia en el Bonner Durchmusterung publicat mig segle abans. El 1940 es va saber que RU Virginis era un estel de carboni, mostrant en el seu espectre línies d'absorció característiques d'aquest element. La seva temperatura superficial és de sols 2.100 K i és 9.600 vegades més lluminosa que el Sol. Igual que altres estels similars, perd massa estel·lar, a un ritme de 2,3 × 10 -6 masses solars per any.
RU de la Verge està catalogada com un estel variable Mira la lluentor del qual varia entre magnitud aparent +9,0 i +14,2 en un període de 433,2 dies. No obstant això, gairebé immediatament després del seu descobriment es va observar una marcada tendència descendent de la magnitud mitjana de RU de la Verge. A finals del segle xx es va concloure que aquestes variacions de lluentor a llarg termini són cícliques.
Actualment el comportament de RU de la Verge és raonablement ben entès; amb un període de pulsació de poc més de 430 dies, entra dins de les variables Mira de llarg període (com a R del Centaure). Però el realment notable en la seva corba de llum és una modulació de la magnitud mitjana de gran amplitud a molt a llarg termini. Les variacions semblen ser cícliques, amb un període entre 8.000 i 10.000 dies, i l'amplitud és de dues magnituds. Més sorprenent és el fet que les variacions Mira no semblen estar relacionades amb els canvis en la magnitud mitjana, com si estigueren propiciades per processos independents. Això suggereix que la modulació ocorre fora de l'estel i no dins del mateix, on tenen lloc les variacions polsacionals. La millor explicació sembla ser una modulació en l'opacitat de la pols que envolta l'estel. Si l'embolcall de pols que envolta a l'estel es fa més gruixut o més prim, la lluentor de l'estel disminuirà o augmentarà, sense que amb prou feines s'observen canvis en les variacions intrínseques de l'estel.
RU Virginis no és l'única variable Mira que presenta aquest comportament; en altres estels de carboni de llarg període, incloent a V de l'Hidra Femella, R de la Llebre, R del Forn i W de l'Àguila, s'han observat ocasionals caigudes en la lluminositat.